# Żegnaj, Eri
Żegnaj, Eri (jap. さよなら絵梨 Sayonara Eri) – manga autorstwa Tatsukiego Fujimoto, opublikowana na łamach magazynu internetowego „Shōnen Jump+” wydawnictwa Shūeisha w kwietniu 2022.

## Fabuła
Yuta Ito otrzymuje na urodziny smartfon. Wkrótce po otwarciu prezentu jego śmiertelnie chora matka powierza mu zadanie stworzenia filmu o niej. Po śmierci matki Yuta wyświetla swój film szkole, ale spotyka się z ostrymi drwinami z powodu swojej decyzji o zakończeniu filmu ucieczką z eksplodującego szpitala. Prześladowany i ostracyzowany Yuta postanawia popełnić samobójstwo, skacząc z dachu szpitala. Powstrzymuje go dziewczyna imieniem Eri, która mówi Yucie, że spodobał się jej jego film i namawia go do nakręcenia kolejnego, nad którym będą pracować razem. Postanawiają, że film będzie pół-dokumentem o nich samych, ale z różnymi wyolbrzymieniami i elementami fikcyjnymi, z których najważniejszym jest założenie, że Eri jest wampirzycą.

## Publikacja
4 lutego 2022 Shihei Lin, redaktor wydawnictwa Shūeisha, ogłosił, że Tatsuki Fujimoto stworzy 200-stronicowy one-shot, który został następnie opublikowany w magazynie internetowym „Shōnen Jump+” 11 kwietnia 2022. Manga została wydana w jednym tankōbonie, który ukazał się 4 lipca tego samego roku.
W Polsce manga ukazała się 14 czerwca 2023 nakładem wydawnictwa Waneko.

## Odbiór
W ciągu jednego dnia od premiery seria osiągnęła ponad 2,2 miliona wyświetleń na stronie „Shōnen Jump+”. W poradniku Kono manga ga sugoi! (edycja 2023 roku) została uznana za drugą najlepszą mangę w kategorii dla chłopców. W tym samym roku zajęła również 7. miejsce w 16. edycji konkursu Manga Taishō, a także była nominowana do nagrody Harveya w kategorii najlepsza manga.
Adi Tantimedh z Bleeding Cool pochwalił fabułę i postacie, nazywając tytuł jednym z najlepszych komiksów 2022 roku. Tyra z Animate Times docenił fabułę i kreskę, szczególnie zwracając uwagę na podział kadrów i inne efekty.